# Нешпанов, Иван Михайлович
Иван Михайлович Нешпанов (около 1851—1927) — галичский городской голова в 1901—1917 годах, купец. С 1909 потомственный почетный гражданин города Галича.
Во время исполнения Нешпановым обязанностей городского головы обрел основание многих городских учреждений. В 1906 году через Галич прошла линия железной дороги соединившая Санкт-Петербург с Уралом. Линия в одном из проектов пролегала мимо: через Чухлому и Кологрив. Строительство линии именно через Галич определило развитие города как одного из промышленных центров региона на столетие вперед. В 1904 году в доме купцов Архангельских был оборудован на народные средства Зимний театр. В 1905 г. водонапорная станция и водопровод, 1908 общественные бани, 1907 женская, 1908 мужская гимназии, 1912 детский воспитательный приют, 1913 разбит городской сад. При непосредственном участии Нешпанова было построено здание Рыбнослободского училища (1901—1902), которое в настоящее время переросло в Галичский индустриальный.
Городское самоуправление тратило значительные средства на общественные нужды. Только книжный фонд с кабинетом физики в мужской гимназии оценивался в 20000 руб. в ценах 1913 г. В доме купца С. Парфёнова в 1905 году была открыта народная библиотека, при которой функционировал краеведческий уголок.
При И. М. Нешпанове в 1909 году выпускницей консерватории Адель Конродовной Барсуковой была открыта первая музыкальная школа в Галиче.
Недвижимое имущество Нешпанова после революции было национализировано и впоследствии использовано на общественные городские нужды.
В доме, в котором И. М. Нешпанов проживал с семьёй, в настоящее время расположен Галичский краеведческий музей.
В одной из его торговых лавок в 1918 году устроена первая общественная (частные электрогенераторы как например на винном заводе Громова были и раньше) электростанция.

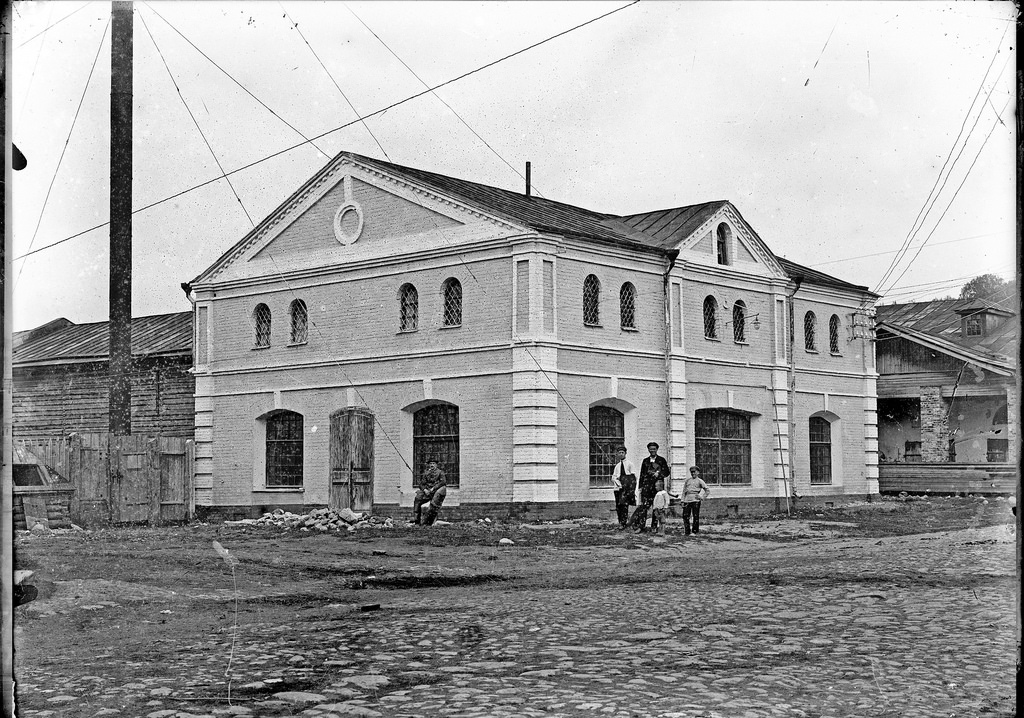